# Tobias Maehler
Tobias Maehler (* 7. Juli 1969 in München) ist ein deutscher Schauspieler, Regisseur und Kulturmanager.

## Leben und Karriere
Maehler absolvierte seine Schauspielausbildung von 1992 bis 1993 am Lee-Strasberg-Theatre-Institute in New York sowie von 1993 bis 1997 an der Hochschule für Schauspielkunst „Ernst-Busch“ in Berlin. Es folgten über zehn Jahre festen Engagements am Hamburger Thalia-Theater, den städtischen Bühnen Frankfurt am Main, am Staatstheater Braunschweig und am Berliner Ensemble, wo er als Schauspieler und Assistent im Rahmen des Wallenstein-Projektes von Peter Stein engagiert war. 2008 bis 2010 Fernstudium Kulturmanagement (Diplom 2010). 2009 spielte Tobias Maehler in Wilfried Minks erfolgreicher Inszenierung „Endstation Sehnsucht“ am St. Pauli-Theater, Hamburg.  Arbeiten für Film und Fernsehen: Derrick, Um Himmels Willen oder Polizeiruf 110. Im Fernsehfilm World Express – Atemlos durch Mexiko (2011) spielte er neben Marco Girnth und Sarah Maria Besgen die Rolle des Senor Michaelis.  2014/2015 folgten Gastauftritte u. a. in Franz Xaver Bogners "München 7" und der SOKO München. Seit 2007 leitet und inszeniert Tobias Maehler das Schauspielerensemble ENSEMBLE PERSONA in München. Seit 2008 leitet Tobias Maehler das "Schauspiel im Schloss Nymphenburg".

## Filmografie (Auswahl)
- 1995: Derrick (Fernsehserie, eine Folge)
- 2003: Über Nacht
- 2009: Um Himmels Willen (Fernsehserie, eine Folge)
- 2009: Polizeiruf 110 – Klick gemacht
- 2011: World Express – Atemlos durch Mexiko (Fernsehfilm)
- 2012: Heiter bis tödlich: Hubert und Staller (Fernsehserie, eine Folge)
- 2012: Inga Lindström – Ein Lied für Solveig
- 2013: Sturm der Liebe (Fernsehserie)
- 2013: Die Rosenheim-Cops – Eine faule Karriere
- 2014: Küsse & Karriere, Regie: Thomas Kronthaler
- 2014: München 7, Regie: Franz Xaver Bogner
- 2015: SOKO München – Zombie, Regie: Mike Viebrock & Enne Reese
- 2015: Utta Danella – Lügen haben schöne Beine